# Skommarmossen
Skommarmossen är ett naturreservat i Skinnskattebergs kommun i Västmanlands län.
Området är naturskyddat sedan 2008 och är 137 hektar stort. Reservatet består av myrar och tjärnar med skog däremellan vilka drabbats av skogsbränder åren 1914 och 1932 som gett upphov till nyväxt lövskog, så kallade lövbrännor. 